# Üzleti modell

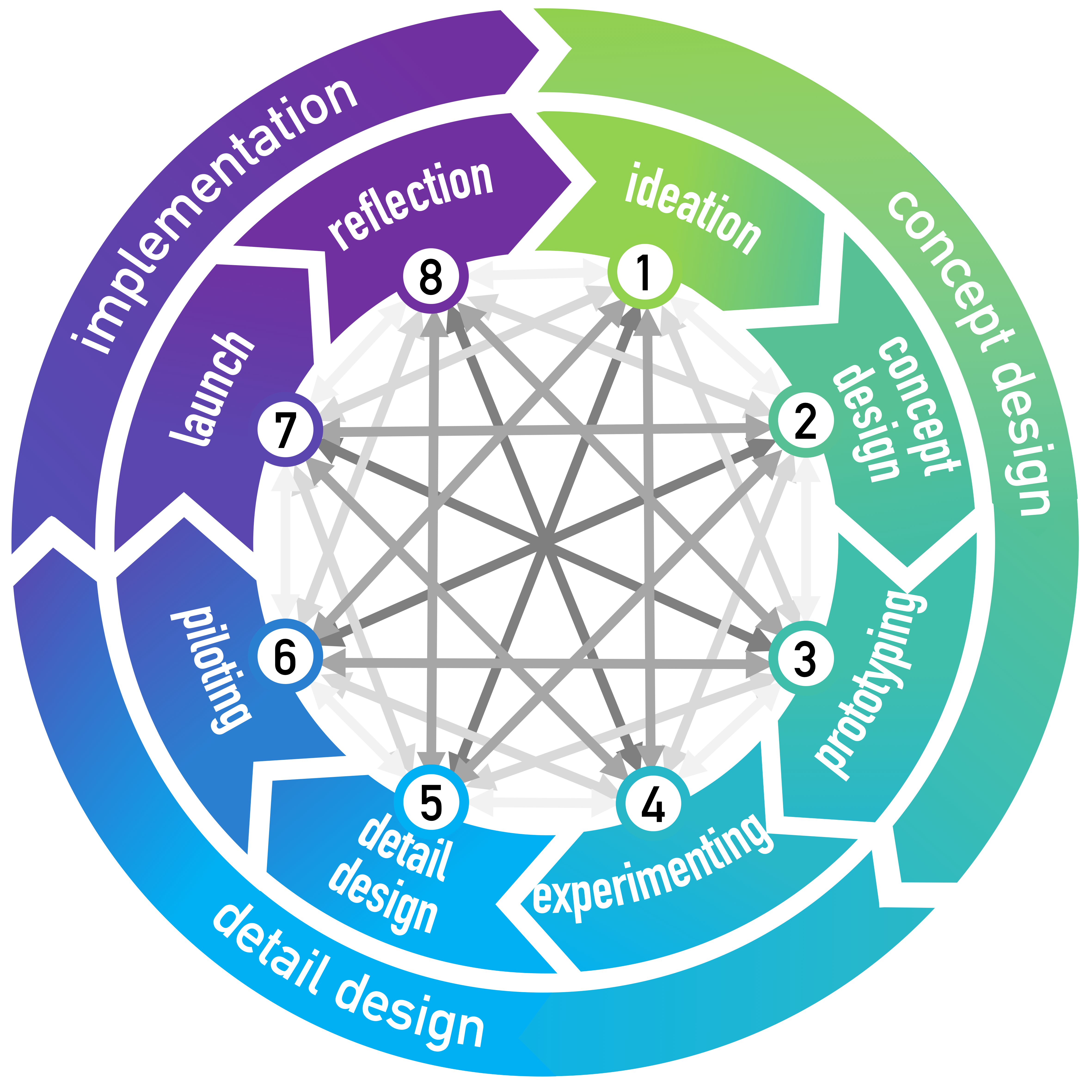
Az üzleti modell innováció egy iteratív és potenciálisan körkörös folyamat.

Az üzleti modell leírja, hogyan hoz létre, szállít és fogad el értéket egy szervezet gazdasági, társadalmi, kulturális vagy más kontextusban. Egy vállalkozás esetében ez leírja azt a konkrét módot, ahogyan működik, pénzt költ és keres, úgy, hogy közben profitot termeljen. Az üzleti modell kialakításának és módosításának folyamatát üzleti modell innovációnak is nevezik, és ez az üzleti stratégia részét képezi.
Elméletben és gyakorlatban az üzleti modell kifejezést a szervezet vagy vállalkozás alapvető aspektusainak széles körű informális és formális leírására használják. Ide tartozik a cél, az üzleti folyamatok, a célügyfelek, a kínálat, a stratégiák, az infrastruktúra, a szervezeti struktúrák, a nyereségszerkezetek, a beszerzés, a kereskedelmi gyakorlatok, valamint a működési folyamatok és politikák, beleértve a kultúrát is.

## Kontextus
A szakirodalom igen változatos értelmezéseket és definíciókat adott az üzleti modellre vonatkozóan. Egy felmérésre adott menedzseri válaszok szisztematikus áttekintése és elemzése alapján az üzleti modelleket úgy határozzák meg, mint a szervezeti struktúrák tervezését egy kereskedelmi lehetőség megvalósítására. A tervezési logika további kiterjesztései hangsúlyozzák a narratíva vagy a koherencia használatát az üzleti modellek leírásában, mint olyan mechanizmusokat, amelyek révén a vállalkozók rendkívül sikeres növekedési cégeket hoznak létre.
Az üzleti modelleket arra használják, hogy leírják és osztályozzák a vállalkozásokat, különösen vállalkozói környezetben, de a cégeken belüli vezetők is használják a jövőbeli fejlesztési lehetőségek feltárására. Az ismert üzleti modellek "receptként" is működhetnek a kreatív vezetők számára. Az üzleti modellekre néhány esetben a nyilvános jelentéstétel céljából történő számvitel összefüggésében is hivatkoznak.
 

## Történelem
Az évek során az üzleti modellek sokkal kifinomultabbá váltak. A csali és horog üzleti modellt (más néven " borotva és pengék üzleti modellje " vagy "kötött termékek üzleti modellje") a 20. század elején vezették be. Ez azt jelenti, hogy egy alapterméket nagyon alacsony áron, gyakran veszteséggel kínálnak (a „csali”), majd ismétlődő kompenzációs összegeket számítanak fel az utántöltésekért vagy a kapcsolódó termékekért vagy szolgáltatásokért (a „horog”). Példák: borotva (csali) és pengék (horog); mobiltelefonok (csali) és műsoridő (horog); számítógépes nyomtatók (csali) és tintapatron-utántöltők (horog); és kamerák (csali) és nyomatok (horog). Ennek a modellnek egy változatát az Adobe alkalmazta, egy szoftverfejlesztő, amely ingyenesen adta át dokumentumolvasóját, de több száz dollárt kért a dokumentumírójáért.
Az 1950-es években új üzleti modellek jelentek meg a McDonald's Éttermek és a Toyota részéről. Az 1960-as években a Wal-Mart és a hipermarketek voltak az innovátorok. Az 1970-es években új üzleti modellekkel állt elő a FedEx és a Toys "R" Us; az 1980-as években a Blockbuster, a Home Depot, az Intel és a Dell Computer; az 1990-es években pedig a Southwest Airlines, a Netflix, az eBay, az Amazon.com és a Starbucks.
Ma az üzleti modellek típusa nagyban függhet attól, hogy hogyan használják a technológiát. Például az internetes vállalkozók új modelleket is létrehoztak, amelyek teljes mértékben meglévő vagy újonnan kialakuló technológiákon alapulnak. A technológia felhasználásával a vállalkozások minimális költségekkel nagyszámú ügyfelet érhetnek el. Emellett az outsourcing és a globalizáció térnyerése azt jelenti, hogy az üzleti modelleknek figyelembe kell venniük a stratégiai beszerzést, a bonyolult ellátási láncokat, valamint az együttműködésre és kapcsolati szerződési struktúrákra történő átállást is.

## Elméleti és empirikus meglátások

### Tervezési logika és narratív koherencia
A tervezési logika nézet szerint az üzleti modellt az új szervezeti struktúrák létrehozásának vagy a meglévő struktúrák megváltoztatásának eredményeként tekintik, hogy egy új lehetőséget kövessenek. Gerry George és Adam Bock (2011) átfogó irodalmi áttekintést végeztek, valamint felmérést készítettek vezetők körében annak érdekében, hogy megértsék, hogyan értelmezik az üzleti modell összetevőit. Ebben az elemzésben ezek az írók megmutatják, hogy van egy tervezési logika azon túl, ahogyan az vállalkozók és vezetők érzékelik és magyarázzák az üzleti modellüket. A tervezési logika további kiterjesztéseiben George és Bock (2012) esettanulmányokat és az IBM által végzett felmérés adatait használják fel nagyvállalatok üzleti modelljeiről, hogy leírják, hogyan hoznak létre a vezérigazgatók és vállalkozók narratívákat vagy történeteket koherens módon annak érdekében, hogy a vállalkozást egyik lehetőségről a másikra mozgassák. Emellett megmutatják, hogy amikor a narratíva koherens, vagy a történet összetevői nincsenek összehangolva, az ilyen vállalkozások hajlamosak kudarcot vallani. Ajánlásokat tesznek arra vonatkozóan, hogyan tudja az vállalkozó vagy a vezérigazgató erős narratívákat kialakítani a változáshoz.

### Komplementaritás a partnercégek között
Berglund és Sandström (2013) szerint az üzleti modelleket nyitott rendszerek nézőpontjából kell megérteni, ellentétben azzal, hogy az egy vállalaton belüli belső aggály lenne. Mivel az innovatív vállalatoknak nincs végrehajtó ellenőrzésük környező hálózatuk felett, az üzleti modell innováció általában puha hatalmi taktikákat igényel a heterogén érdekek összehangolásának céljával. Egy kollaboratív kutatásról és technológia külső beszerzéséről szóló tanulmányban Hummel és munkatársai 2010-ben hasonlóan arra a következtetésre jutottak, hogy az üzleti partnerek kiválasztásakor fontos, hogy mindkét fél üzleti modellje komplementer legyen. Például megállapították, hogy fontos az értékvezérlők azonosítása a potenciális partnerek üzleti modelleit elemző vizsgálat során, és hogy előnyös olyan partner vállalatokat találni, amelyek megértik saját vállalatuk üzleti modelljének kulcsfontosságú aspektusait.
A Tennessee Egyetem kutatást végzett a nagyon együttműködő üzleti kapcsolatokról. A kutatók kódolták kutatásukat egy beszerzési üzleti modellbe, amit Vested Outsourcingnak neveznek, ami egy hibrid beszerzési üzleti modell, amelyben az outsourcing vagy üzleti kapcsolatokban résztvevő vásárlók és szállítók közös értékekre és célokra összpontosítanak annak érdekében, hogy olyan megállapodást hozzanak létre, ami nagyon együttműködő és kölcsönösen előnyös mindkét fél számára.

## Kategorizálás
Körülbelül 2012-től kezdődően egyes kutatások és kísérletek egy úgynevezett „folyékony üzleti modellről” számoltak be.

### Váltás csövekről platformokra
Sangeet Paul Choudary két széles kategóriára osztja az üzleti modelleket egy cikkben a Wired magazinban. Choudary kontrasztálja a csöveket (lineáris üzleti modellek) a platformokkal (hálózatos üzleti modellek). A csövek esetében a vállalatok árucikkeket és szolgáltatásokat hoznak létre, kipakolják és eladják az ügyfeleknek. Az érték felsőfolyásban keletkezik és alsófolyásban fogyasztódik el. Ez egy lineáris áramlást jelent, hasonlóan ahhoz, mint ahogyan a víz áramlik a csőben. A platformok nem csak létrehozzák és kipakolják az anyagokat. Lehetővé teszik a felhasználók számára, hogy értéket hozzanak létre és fogyasszanak.
Alex Moazed, az Applico alapítója és vezérigazgatója szerint a platformot olyan üzleti modellnek definiálja, amely értéket teremt azáltal, hogy lehetővé teszi az egy vagy több egymástól függő csoport közötti cserelehetőségeket, általában a fogyasztók és a termelők között, egy adott értékben. A digitális átalakulás eredményeként ez a 21. század domináns üzleti modellje.
Az op-ed cikkükben a MarketWatch-on Choudary, Van Alstyne és Parker további magyarázatot ad arra, hogyan történik az üzleti modellek átmenete a csövektől a platformokig, ami az egész iparágak felforgatásához vezet.

### Felület
Egy sikeres platform üzleti modell három elemet tartalmaz. Az eszköztár csatlakozást teremt azzal, hogy lehetővé teszi mások számára, hogy könnyen csatlakozzanak a platformhoz. Ez az infrastruktúra lehetővé teszi a résztvevők közötti interakciókat. A vonzó erőt generál, ami vonzza a résztvevőket a platformhoz. A tranzakciós platformok esetében mind a termelőknek, mind a fogyasztóknak jelen kell lenniük a kritikus tömeg eléréséhez. A közvetítő elősegíti az értékáramlást azzal, hogy kapcsolatot teremt a termelők és a fogyasztók között. Az adatok a sikeres közvetítés szíve, és megkülönböztetik a platformokat más üzleti modellektől.
Chen (2009) állította, hogy az üzleti modellnek figyelembe kell vennie a Web 2.0 képességeit, mint például a kollektív intelligencia, a hálózati hatások, a felhasználó által generált tartalom és a lehetőség önmagát javító rendszerek létrehozására. Javasolta, hogy a légitársaságok, közlekedés, szállítás, szállodaipar, éttermek, információ- és kommunikációs technológiai és online játékipar a szolgáltatási ágazat olyan üzleti modelleket fogadhat el, amelyek figyelembe veszik a Web 2.0 jellemzőit. Emellett hangsúlyozta, hogy az Üzleti Modell 2.0-nak nemcsak a Web 2.0 technológiai hatásait, hanem a hálózati hatásokat is figyelembe kell vennie. Példaként felhozta az Amazon sikertörténetét, amely évente hatalmas bevételt szerez azáltal, hogy nyílt platformot fejlesztett ki, amely támogatja az Amazon által kínált kereskedelmi szolgáltatásokat újra felhasználó vállalatok közösségét.

#### A platform üzleti modellek hatásai
Jose van Dijck (2013) három fő módot azonosít a médiaplatformok bevételszerzésre, ami változást jelent a hagyományos üzleti modellekhez képest. Az egyik az előfizetési modell, amelyben a platformok egy kis havi díjat számítanak fel a felhasználóknak a szolgáltatásokért cserébe. Megjegyzi, hogy a modell nem volt megfelelő azoknak, akik "hozzászoktak az ingyenes tartalmakhoz és szolgáltatásokhoz", ami egy változathoz, a freemium modellhez vezetett. A másik módszer a reklámozás. Azzal érvelve, hogy a hagyományos hirdetések már nem vonzóak a "felhasználók által generált tartalomhoz és közösségi hálózatokhoz" szokott emberek számára, kijelenti, hogy a vállalatok a célzott hirdetésekben a testreszabási és személyre szabási stratégiák felé fordulnak. Eric K. Clemons (2009) azt állítja, hogy a fogyasztók már nem bíznak a legtöbb kereskedelmi üzenetben; Van Dijck azt állítja, hogy a platformok képesek megkerülni a problémát barátok vagy befolyásolók személyes ajánlásai révén a közösségi médiában, ami finomabb hirdetési formaként szolgálhat. Végül egy harmadik általános üzleti modell a platformok használatából származó adatok és metaadatok bevételszerzése .

## Alkalmazások
Malone és munkatársai azt találták, hogy az általuk meghatározott üzleti modellek 1998 és 2002 között valóban jobban teljesítettek, mint mások a legnagyobb amerikai cégeket tartalmazó adatkészletben, miközben nem igazolták, hogy az üzleti modell megléte számít-e.
Az egészségügyben, és különösen a mesterséges intelligencia erejét kihasználó vállalatoknál az üzleti modellek kialakítása különösen nagy kihívást jelent, mivel számos értékteremtő mechanizmus és sok lehetséges érdekelt fél létezik. Egy kialakulóban lévő kategorizálás hét archetípust azonosított.
Az üzleti modell fogalmát beépítették bizonyos számviteli standardokba. Például a Nemzetközi Számviteli Standard Testület (IASB) a „gazdálkodó egység pénzügyi eszközök kezelésére vonatkozó üzleti modelljét” használja kritériumként annak meghatározására, hogy az ilyen eszközöket amortizált bekerülési értéken vagy valós értéken kell-e értékelni az IFRS 9 nemzetközi pénzügyi beszámolási standardjában. A Pénzügyi Számviteli Standard Testület a pénzügyi eszközök elszámolására vonatkozó 2013-as javaslatában az üzleti modell hasonló alkalmazását javasolta a pénzügyi instrumentumok osztályozására is. Az üzleti modell fogalma a halasztott adók Nemzetközi Pénzügyi Beszámolási Standardok szerinti elszámolásába is bekerült az IAS 12 befektetési célú ingatlanokhoz kapcsolódó halasztott adókkal foglalkozó 2010. évi módosításaival.
Mind az IASB, mind a FASB javasolta az üzleti modell koncepciójának használatát a lízingbeadó lízingbevételének és lízingköltségének jelentésében a lízingelszámolási projektjük keretében. 2016. évi lízingelszámolási modelljében, az IFRS 16 standardban az IASB úgy döntött, hogy nem veszi bele az „önálló hasznosság” kritériumát a lízing definíciójába, mert „a gazdálkodó egységek eltérő következtetésekre juthatnak az azonos használati jogokat tartalmazó szerződések esetében, az ügyfelek közötti különbségektől függően. "erőforrások vagy beszállítói üzleti modellek." A koncepciót a biztosítási szerződések elszámolása során alkalmazott mérési és besorolási módszerként is javasolták. Az üzleti modell koncepciójának a pénzügyi beszámolásban való egyre nagyobb előtérbe kerülésének eredményeként az Európai Pénzügyi Beszámolási Tanácsadó Csoport (EFRAG), amely tanácsot ad az Európai Uniónak a pénzügyi beszámolási standardok jóváhagyásával kapcsolatban, elindította a „Szerep” című projektet. 2011-ben.

## Tervezés
Az üzleti modell tervezése általában a vállalat üzleti modelljének megtervezésére irányuló tevékenységre utal. Az üzletfejlesztési és üzleti stratégiai folyamat része, és tervezési módszereket foglal magában. Massa és Tucci (2014) kiemelte a különbséget aközött, hogy új üzleti modellt kell kidolgozni, amikor egyik sem működik, mint amilyen gyakran előfordul az akadémiai spinoffok és a csúcstechnológiás vállalkozás esetében, és a meglévő üzleti modell megváltoztatása között, például amikor a szerszámozást. A Hilti cég szerszámai eladásáról lízingmodellre váltott. Felvetették, hogy a különbségek olyan mélyek (például az előbbi esetben az erőforrások hiánya, az utóbbiban pedig a tehetetlenség és a meglévő konfigurációkkal és szervezeti struktúrákkal való összeütközések), hogy érdemes lenne a kettőre eltérő kifejezéseket alkalmazni. Azt javasolják, hogy az üzleti modell tervezése az üzleti modell megalkotásának folyamatára utaljon, amikor egyik sem áll rendelkezésre, és az üzleti modell újrakonfigurálására a meglévő üzleti modell megváltoztatásának folyamatához, kiemelve azt is, hogy a két folyamat nem zárja ki egymást, vagyis az újrakonfigurálás lépésekből állhat. amelyek párhuzamosak az üzleti modell tervezésével.

### Gazdasági megfontolás
Al-Debei és Avison (2010) az értékfinanszírozást az üzleti modellezés egyik fő dimenziójának tekinti, amely a költségszámítással, az árazási módszerekkel és a bevételi szerkezettel kapcsolatos információkat ábrázolja. Stewart és Zhao (2000) úgy határozta meg az üzleti modellt, mint "kijelentés arra vonatkozóan, hogy egy cég hogyan fog pénzt keresni és fenntartani a nyereséget az idő múlásával".

### Az összetevők figyelembevétele
Osterwalder és munkatársai 2005-ben megjelent tanulmányukban az üzleti modellt egy vállalat üzleti tevékenysége tervrajzának tekintik. Slywotzky (1996) az üzleti modellt úgy tekinti, mint "az összessége annak, ahogyan egy vállalat kiválasztja ügyfeleit, meghatározza és megkülönbözteti kínálatát, meghatározza azokat a feladatokat, amelyeket maga végez, és azokat, amelyeket kiszervez, konfigurálja az erőforrásokat, piacra lép, hasznosságot teremt ügyfeleket, és megragadja a nyereséget."

### Stratégiai eredmény
Mayo és Brown (1999) az üzleti modellt „kulcsfontosságú, egymástól függő rendszerek tervezésének tekintették, amelyek versenyképes üzletet hoznak létre és tartanak fenn”. Casadesus-Masanell és Ricart (2011) az üzleti modellt „választási lehetőségek (politika, eszközök és irányítás)” és „következmények (rugalmas és merev)” halmazaként magyarázza, és kiemeli annak fontosságát, hogy mérlegeljük, „hogyan működik együtt a modellekkel az iparág más szereplőitől” – ahelyett, hogy elszigetelten gondolnánk rá.

## A tervezés vagy fejlesztés definíciói
Zott és Amit (2009) az üzleti modell tervezését a tervezési témák és a tervezési tartalom szemszögéből vizsgálja. A tervezési témák a rendszer domináns értékteremtő mozgatórugóira utalnak, a tervezési tartalom pedig részletesebben vizsgálja az elvégzendő tevékenységeket, a tevékenységek összekapcsolását, sorrendjét, illetve azt, hogy kik végzik majd a tevékenységeket.

### Tervezési témák hangsúly
Lim (2010) az üzleti modell-fejlesztés keretrendszerének kidolgozása során a tervezési témákra helyezve a hangsúlyt a környezet-stratégia-struktúra-műveletek (ESSO) üzleti modell fejlesztésére tett javaslatot, amely figyelembe veszi a szervezet stratégiájának a szervezet struktúrájához, működéséhez, és a környezeti tényezők a versenyelőny megszerzésében a költségek, a minőség, az idő, a rugalmasság, az innováció és az érzelmek különböző kombinációiban.

### Tervezési tartalom hangsúly
Az üzleti modell tervezése magában foglalja a vállalat modellezését és leírását:
- értékajánlatok
- ügyfélszegmenseket céloz meg
- elosztási csatornák
- ügyfélkapcsolatok
- értékkonfigurációk
- alapvető képességeit
- kereskedelmi hálózat
- partnerhálózat
- költségstruktúra
- bevételi modell

Az üzleti modell tervezősablonja megkönnyítheti a vállalat üzleti modelljének tervezési és leírási folyamatát. Egy 2017-ben publikált cikkében Johnson bemutatta, hogy a mátrix módszerek hasznosan alkalmazhatók az erőforrások, költségek és bevételek architektúrájának jellemzésére, amelyet egy vállalkozás használ az ügyfelek számára az üzleti modellt meghatározó érték létrehozására és szolgáltatására. Ennek a technikának a rendszerezése (Johnson egy üzleti modell hét mátrixeleméből álló üzleti genomikus kódra támaszkodik) támogatná az üzleti modellek empirikus vizsgálatának taxonómiai megközelítését, ugyanúgy, ahogy Linné taxonómiája forradalmasította a biológiát.
Daas és munkatársai 2012-ben döntéstámogató rendszert (DSS) dolgoztak ki az üzleti modell tervezésére. Tanulmányukban egy döntéstámogató rendszert (DSS) fejlesztettek ki, amely segíti a SaaS-t ebben a folyamatban, amely egy olyan tervezési megközelítésen alapul, amely különböző tervezési módszerek által vezérelt tervezési folyamatból áll.

## Példák

Egyes digitális médiaplatformok „háromtermékes” üzleti modellt használnak, amelyben az infotainment (információ és szórakoztatás) figyelemfelkeltő és felhasználói megfigyelési adatokra cserélődik, amelyeket viszont a célzott hirdetési bevételek érdekében pénzzé tesznek.

Az üzleti modellek korai történetében nagyon jellemző volt az olyan üzleti modelltípusok meghatározása, mint a tégla és habarcs vagy az e-bróker. Ezek a típusok azonban általában csak az üzlet egy aspektusát írják le (leggyakrabban a bevételi modellt). Ezért az üzleti modellekkel foglalkozó újabb szakirodalom az üzleti modell egészének leírására koncentrál, nem csak a leglátványosabb szempontokra.
A következő példák áttekintést adnak a különböző üzleti modelltípusokról, amelyekről az üzleti modell kifejezés feltalálása óta folyik a vita:
További példák az üzleti modellekre:
- Aukciós üzleti modell
- Minden az egyben üzleti modell
- Vegyipari lízing
- Olcsó fuvarozói üzleti modell
- Hűség üzleti modellek
- Monopolisztikus üzleti modell
- Többszintű marketing üzleti modell
- Hálózati hatások üzleti modell
- Online aukciós üzleti modell
- Online tartalom üzleti modellje
- Prémium üzleti modell
- Professzionális nyílt forráskódú modell
- Piramisjáték üzleti modell
- Borotva és penge modell
- A termékek szolgáltatási üzleti modellje
- Előfizetéses üzleti modell
- Hálózati hangszerelő cégek
- Virtuális üzleti modell

## Keretrendszerek

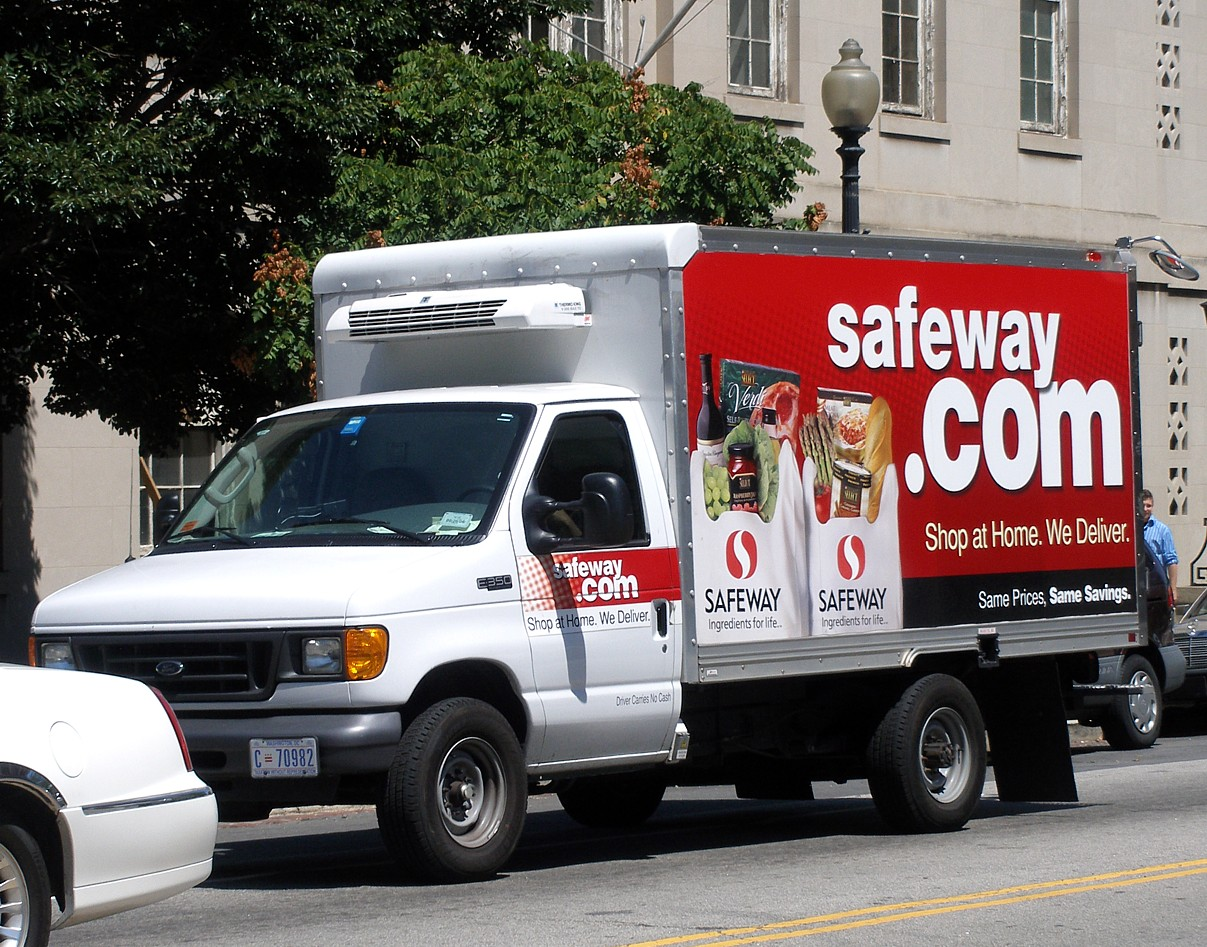
Bár a Webvan kudarcot vallott az észak-amerikai szupermarket- ipar széttagolásában, számos szupermarketlánc (például a Safeway Inc.) elindította saját szállítási szolgáltatását, hogy megcélozza azt a piaci rést, amelyre a Webvan gondoskodott.

Példa az üzleti modell vászonra

A technológia-centrikus közösségek meghatározták az üzleti modellezés "keretrendszereit". Ezek a keretrendszerek egy szigorú megközelítést próbálnak meghatározni az üzleti értékáramok meghatározásához. Nem világos azonban, hogy az ilyen keretrendszerek mennyire fontosak az üzleti tervezés szempontjából. Az üzleti modell keretrendszerei minden vállalat központi elemét képviselik; magukban foglalják, hogy "a vállalat hogyan választja ki ügyfeleit, meghatározza és megkülönbözteti kínálatát, meghatározza azokat a feladatokat, amelyeket saját maga végez, és azokat, amelyeket kiszervez, konfigurálja az erőforrásait, piacra lép, hasznosságot teremt az ügyfelek számára, és megragadja a nyereséget". Az üzleti keret magában foglal belső tényezőket (piacelemzés ; termékek/szolgáltatások promóciója; bizalom fejlesztése; társadalmi befolyás és tudásmegosztás) és külső tényezőket (versenytársak és technológiai szempontok).
- Üzleti referencia modell

Az üzleti referenciamodell egy referenciamodell, amely egy vállalat, szolgáltató szervezet vagy kormányzati ügynökség alaptevékenységének építészeti szempontjaira koncentrál.
- Komponens üzleti modell

Az IBM által kifejlesztett technika egy vállalat modellezésére és elemzésére. Ez az üzleti összetevők vagy "építőelemek" logikai ábrázolása vagy térképe, és egyetlen oldalon ábrázolható. Használható a vállalati stratégia és a szervezet képességeihez és befektetéseihez való igazításának elemzésére, a redundáns vagy átfedő üzleti képességek azonosítására stb.
- A szolgáltatások iparosítása üzleti modell

A stratégiai menedzsmentben és a szolgáltatásmarketingben használt üzleti modell, amely a szolgáltatásnyújtást ipari folyamatként kezeli, ipari optimalizálási eljárásoknak megfelelően
- Üzleti modell vászon

Az A. Osterwalder, Yves Pigneur, Alan Smith és 45 ország 470 gyakorlója által kifejlesztett üzleti modell vászon az egyik leggyakrabban használt keretrendszer az üzleti modellek elemeinek leírására.
- OGSM

Az OGSM-et Marc van Eck és Ellen van Zanten, a Business Openers munkatársa fejlesztette ki az „Üzleti terv egy oldalon” részbe. Több nyelvre lefordították szerte a világon. #1 Menedzsment könyv Hollandiában 2015-ben. Az 1 oldalon lévő Üzleti terv alapja az OGSM. Célok, célok, stratégiák és intézkedések (irányítópult és cselekvések).

## Kapcsolódó fogalmak
Az üzleti modell tervezésének folyamata az üzleti stratégia része. Az üzleti modell tervezése és innovációja arra utal, ahogy egy cég (vagy cégek hálózata) meghatározza üzleti logikáját stratégiai szinten.
Ezzel szemben a cégek üzleti modelljüket működési szinten, üzleti tevékenységükön keresztül valósítják meg. Ez vonatkozik a folyamatszintű tevékenységeikre, képességeikre, funkcióikra és infrastruktúrájukra (például üzleti folyamataikra és üzleti folyamatmodellezésükre), szervezeti struktúráikra (pl. organogramok, munkafolyamatok, emberi erőforrások) és rendszereikre (pl. információtechnológiai architektúra, gyártósorok).
A márka az üzleti modell következménye és szimbiotikus kapcsolatban áll vele, mert az üzleti modell határozza meg a márkaígéreteket, a márkaérték pedig a modell jellemzőjévé válik. Ennek kezelése az integrált marketing feladata.
A szokásos terminológia és az üzleti modellek példái nem vonatkoznak a legtöbb nonprofit szervezetre, mivel bevételi forrásaik általában nem azonosak a kedvezményezettekkel. Ehelyett általában a „finanszírozási modell” kifejezést használják.
A modellt a szervezet víziója, küldetése és értékei határozzák meg, valamint a szervezet határai – milyen termékeket vagy szolgáltatásokat fog szállítani, milyen vevőket vagy piacokat céloz meg, és milyen ellátási és szállítási csatornákat fog használni. A küldetés és a jövőkép együtt az általános üzleti cél részét képezik. Míg az üzleti modell magas szintű stratégiákat és taktikai irányvonalat tartalmaz arra vonatkozóan, hogy a szervezet hogyan fogja megvalósítani a modellt, tartalmazza azokat az éves célokat is, amelyek meghatározzák a szervezet által a következő évben megtenni kívánt konkrét lépéseket, és az ezek várható megvalósításához szükséges intézkedéseket. Ezek mindegyike valószínűleg a belső ellenőr rendelkezésére álló belső dokumentáció részét képezi.

## Üzleti modell innováció

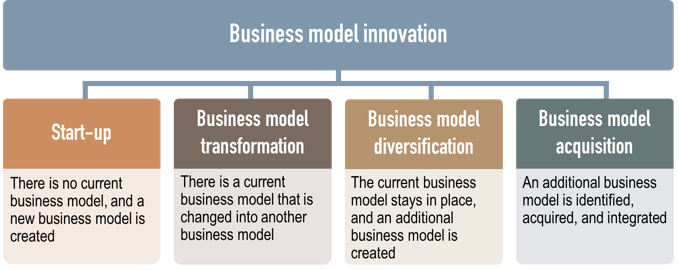
Üzleti modell innovációs típusai

Amikor egy szervezet új üzleti modellt hoz létre, a folyamatot üzleti modell innovációnak nevezik. A témában számos áttekintés létezik, A koncepció megkönnyíti az egyik üzleti modellről a másikra történő átalakulások elemzését és tervezését. A gyakori és sikeres üzleti modell innováció növelheti a szervezet ellenálló képességét a környezet változásaival szemben, és ha egy szervezet képes erre, akkor versenyelőnyké válhat. Bár az üzleti modell innovációja pénzügyi megtérülést ígér, a radikális üzleti modell innovációs időszakok csökkenthetik a személy-szervezet illeszkedést, és ezáltal nagyobb fluktuációhoz vezethetnek a munkaerőben.

## Üzleti modell adaptáció
A Business Model Dynamics, az üzleti modellek változó változásaiból származó kutatási ág sajátos példájaként a BMA azonosítja a jelenlegi üzleti modell frissítését a kontextusból származó változásokhoz. A BMA lehet innovatív vagy nem, a végrehajtott változtatások újdonságának mértékétől függően. Az új kontextus következtében számos üzleti modell elemet támogatnak, hogy megválaszolják ezeket a kihívásokat, és az üzleti modellt új modellek felé tereljék. A vállalatok módosítják üzleti modelljüket, ha valaki vagy valami, például a COVID-19 megzavarta a piacot. A BMA bármely szervezet számára megfelelő lehet, de az inkumbensek jobban motiváltak jelenlegi BM-jük módosítására, mint annak radikális megváltoztatására vagy új létrehozására.

## Fordítás
Ez a szócikk részben vagy egészben  a   Business model című angol Wikipédia-szócikk ezen változatának fordításán alapul.  Az eredeti cikk szerkesztőit annak laptörténete sorolja fel. Ez a jelzés csupán a megfogalmazás eredetét és a szerzői jogokat jelzi, nem szolgál a cikkben szereplő információk forrásmegjelöléseként.